# Witold Sławiński
Witold Sławiński (ur. 27 listopada 1888 w Wilnie, zm. 4 września 1962 w Białymstoku) – polski botanik, mikrobiolog, profesor.

## Życiorys
Witold Sławiński urodził się w Wilnie, a mieszkał w miejscowości Kiena. Ochrzczony został w rzymskokatolickim kościele parafialnym pw. Św. Jakuba i Filipa na Łukiszkach i zapewne na terenie tej dzielnicy Wilna znajdował się rodzinny dom Profesora.
W 1906 roku mając 18 lat, ukończył szkołę średnią w Wilnie. Na studia wybrał Politechnikę Lwowską. Tam też uzyskał stopień inżyniera. W roku 1910 kontynuował zainteresowania badawcze w Moskwie w Instytucie Rolniczym, gdzie studiował leśnictwo. Następnie studiował na Uniwersytecie Wileńskim na Wydziale Filozoficzno-Przyrodniczym. Później pracował jako asystent przy tamtejszej Katedrze Botaniki Ogólnej i Systematyki Roślin, którą kierował prof. Piotr Wiśniewski. Asystenturę pełnił w latach 1919-1923, a więc w okresie, kiedy Wilno włączono do odrodzonej Polski.
W roku 1923, w wieku 35 lat, udał się na dalsze studia do Paryża, gdzie na Sorbonie pod kierunkiem prof. Pierre Augustina Dangearda (1862-1947), oraz częściowo prof. Alexandre Guillermonda (1876-1945), pracował w dziedzinie mikrobiologii technicznej oraz fitosocjologii roślin. Po powrocie do Polski na Uniwersytecie Poznańskim pod kierunkiem prof. Adama Wodziczki napisał i obronił w roku 1926 doktorat. Stopień ten uzyskał na podstawie pracy "Zielone Jeziora pod Wilnem", która miała charakter filozoficzny. Świeżo wypromowany doktor został adiunktem przy Katedrze Systematyki i Socjologii Roślin.
W 1928 roku wyjechał do Francji. Celem wyjazdu było dalsze studiowanie pod kierunkiem prof. Pierre Allorge. Pracował nad systematyką i fitosocjologią oraz zbierał potrzebne materiały. W języku francuskim i polskim napisał w tym okresie szereg artykułów naukowych. Przebywając we Francji, związał się z Paryżem, Grenoble i Algierem. Wyjeżdżał do Torino we Włoszech, a także do Niemiec (Monachium, Berlin, Freiberg). W czasie pobytu we Francji, Szwajcarii i Włoszech opracowywał pod względem fitosocjologicznym roślinność alpejską.
Pobyt Sławińskiego za granicą przeciągnął się do roku 1937. Po powrocie do kraju otrzymał w 1937 roku kierownictwo Katedry Botaniki Stosowanej na Politechnice Warszawskiej. Prowadził również wykłady na wydziałach chemicznych i inżynierii. Przez jakiś czas w dalszym ciągu zgłębiał fitosocjologię i opracowywał zdobyte za granicą materiały. W 1939 roku habilitował się na Wydziale Przyrodniczym Uniwersytetu Poznańskiego, wieńcząc w ten sposób swoje badania fitosocjologiczne. Podczas okupacji niemieckiej Witold Sławiński brał udział w tajnym nauczaniu. Egzaminował studentów Politechniki Warszawskiej i kierował rozpoczynającymi się pracami dyplomowymi. Wykładał również biochemię w Państwowej Wyższej Szkole Technicznej oraz na Wydziale Lekarskim na Uniwersytecie Warszawskim.
Po ustabilizowaniu się sytuacji politycznej od 1 maja 1945 roku objął wykłady z zakresu systematyki i socjologii roślin na Wydziale Matematyczno-Przyrodniczym Uniwersytetu Poznańskiego.
Dekretem z 24 lipca 1946 roku Prezydenta Krajowej Rady Narodowej mianowany został profesorem zwyczajnym botaniki i fizjologii roślin na Wydziale Rolnym Uniwersytetu Marii Curie-Skłodowskiej. Profesor związał się na krótko z Lublinem. Od jesieni zaczynającej rok akademicki 1946/47 podjął również pracę w Katedrze Botaniki i Mikrobiologii Technicznej Politechniki Warszawskiej, gdzie wykładał i prowadził ćwiczenia na Wydziale Chemicznym i Geodezyjnym. W 1949 roku na skutek interwencji profesora w Ministerstwie Oświaty przywrócono mu docenturę na Wydziale Chemicznym Politechniki Warszawskiej. Ostatnim etapem przebiegu kariery naukowej było objęcie przez Witolda Sławińskiego 1 sierpnia 1950 roku Katedry Biologii przy Akademii Medycznej w Białymstoku. Na stopień naukowy profesora zwyczajnego Akademii Medycznej mianowany został w lipcu 1950 roku. W latach 1958–1960 był także kierownikiem Katedry Ekologii Roślin na Wydziale Melioracyjnym Szkoły Głównej Gospodarstwa Wiejskiego w Warszawie. Zainteresowania naukowe Witolda Sławińskiego koncentrowały się głównie na fitosocjologii i mikrobiologii technicznej – zajmując się szczególnie ochroną wód. Pozostawił po sobie ok. 85 prac naukowych. Oprócz tego był promotorem ponad 40 opracowań naukowych powstałych na Akademii Medycznej w Białymstoku.

## Odznaczenia i ordery
30 lipca 1960 roku Ministerstwo Szkolnictwa Wyższego informowało, że Prezes Rady Ministrów wyraził zgodę na przyznanie mu emerytury specjalnej w wysokości 4500 zł miesięcznie z możliwością dalszej pracy na zlecenie w państwowych uczelniach. Za całokształt działalności otrzymał odznaczenia:
- Krzyż Oficerski Orderu Odrodzenia Polski (1952)[6]
- Złoty Krzyż Zasługi (1955)
- Medal Zwycięstwa i Wolności 1945 (1947)
- Medal 10-lecia Polski Ludowej (1954)
- Odznaka honorowa „Za wzorową pracę w służbie zdrowia”

## Profesor, urzędnik, leśnik i społecznik
Witold Sławiński potrafił powiązać zainteresowania naukowe z pracą w urzędach i w różnych organizacjach. Jeszcze w czasie zaboru rosyjskiego, w latach 1912-1914, był instruktorem kółek rolniczych w guberni wileńskiej. Po odzyskaniu niepodległości, w 1919 roku pracował w Warszawie w Ministerstwie Rolnictwa i Dóbr Państwowych w charakterze pomocnika i referenta. Objął też w Wilnie stanowisko referenta rolnego w Wileńskim Starostwie. Był też jednym z członków Komisji Organizacyjno-Rewindykacyjnej powołanej do przywrócenia Uniwersytetu Wileńskiego. Przed wyjazdem do Francji, od września 1928 r. pracował w Państwowym Banku Rolnym – Instytucji Centralnej w Warszawie jako inspektor w Wydziale Agrarnym.
Od drugiej połowy 1944 roku, czyli w czasie trwania II wojny światowej, pracował w Zakopanem w II Nadleśnictwie. W Tatrach przebywał do połowy 1945 roku, gdzie m.in. badał roślinność alpejską. Tuż po wojnie w latach 1945-46 pracował dorywczo w oddziale banku w Poznaniu jako biegły w sprawach kredytowych. Od 1923/1924 był współpracownikiem Komisji Fizjograficznej Polskiej Akademii Umiejętności.
Sławiński był członkiem Polskiej Akademii Nauk. Do czerwca 1950 roku był w składzie komisji ochrony przyrody i jej zasobów, a od 22 września 1960 roku członkiem Rady Naukowej Zakładu Ochrony Przyrody. Od 1960 roku Wydział Nauk Rolniczych i Leśnych PAN powołał Profesora do Komitetu Gleboznawstwa i Chemii Rolnej. W związku z nową ustawą o Polskiej Akademii Nauk uczestniczył też w pracach Komisji melioracji, łąkarstwa i torfoznawstwa.
Po przyjeździe do Białegostoku profesor zakładał i wspierał istniejące struktury społeczne. Kierowany przez niego Zakład Biologii na Akademii Medycznej udzielał gościnnego lokum kilku oddziałom ogólnopolskich towarzystw naukowych, w tym historycznemu, botanicznemu i ochrony przyrody. 2 maja 1952 roku zorganizował w Białymstoku, Oddział Polskiego Towarzystwa Botanicznego, którego do końca życia był szefem. W 1953 roku zorganizował Ogólnopolski Zjazd Polskiego Towarzystwa Botanicznego. W 1950 roku brał udział w Międzynarodowym Kongresie Biochemików w Cambridge, a w 1952 roku w Paryżu. Historycy, w użyczonym lokalu w Akademii Medycznej odbywali swoje comiesięczne zebrania. Profesor był wiceprzewodniczącym białostockiego oddziału Polskiego Towarzystwa Historycznego. Zainteresowania przeszłością wciągnęły go do prac Kompleksowej Ekspedycji Jaćwieskiej, badającej pod kierunkiem dr. Jerzego Antoniewicza pozostałości osadnictwa jaćwieskiego w Polsce północno-wschodniej. Profesor kierował sekcją przyrodniczą. Badał drewniane konstrukcje oraz starał się o przekształcenie dawnego cmentarzyska Jaćwingów w Nadleśnictwie Białorogi w rezerwat przyrody. Skromnością, otwartością i pomocą profesor Sławiński zaskarbił sobie szacunek białostockiej inteligencji, która widziała w nim wielką osobowość. Dzięki mocnej pozycji w środowisku Witold Sławiński został pierwszym prezesem Białostockiego Towarzystwa Naukowego, którego był współzałożycielem. Pełnił też funkcję prezesa wojewódzkiego oddziału PTTK w Białymstoku i od 1959 roku był członkiem Zarządu Głównego Polskiego Towarzystwa Przyrodników w Warszawie. Był też członkiem Poznańskiego Towarzystwa Przyjaciół Nauk, Polskiego Towarzystwa Chemicznego, Polskiego Towarzystwa Gleboznawczego, Polskiego Towarzystwa Zoologicznego, Stowarzyszenia Społeczno-Kulturalnego „Pojezierze”, Polskiego Towarzystwa Historii Medycyny oraz członkiem rady naukowej Białowieskiego Parku Narodowego.
Profesor Witold Sławiński jako prekursor tworzenia obszarów chronionych w Puszczy Knyszyńskiej stał się patronem utworzonego w 1988 r. Parku Krajobrazowego Puszczy Knyszynskiej z siedzibą w Supraślu.
Materiały archiwalne Witolda Sławińskiego znajdują się w PAN Archiwum w Warszawie pod sygnaturą III-151.

## Rodzina
Sławiński był trzykrotnie żonaty. Pierwszą wybranką była Wacława Żmigrodzka (1889-1957), z którą ożenił się przed rokiem 1915. Drugą żoną, z którą zawarł ślub w kościele ewangelicko-reformowanym w Wilnie, była Adrianna Lenczewska (1896-1958). Związek ten trwał do roku 1945, gdy zakończył się rozwodem. Trzecią żoną Witolda Sławińskiego była Jadwiga z Rudominów (1900-?), poślubiona w 1945 roku. Z pierwszego małżeństwa miał on dwoje dzieci – Jana (ur. w 1915 r. w Wilnie, zm. w 1995 r. Krasnojarskim Kraju) oraz córkę Zofię po mężu Górską (ur. w 1916 r. w Witebsku, zm. w 1996 roku w Łańcucie), której w testamencie zapisał majątek w rodzinnej Kieni.